# Estação Buenavista (Trem Suburbano)
A Estação Buenavista é uma das estações do Trem Suburbano do Vale do México, situada na Cidade do México, seguida da Estação Fortuna. Administrada pela Ferrocarriles Suburbanos, S.A.P.I. de C.V., é uma das estações terminais do Sistema 1.
Foi inaugurada em 7 de maio de 2008. Localiza-se no cruzamento da Avenida Insurgentes Norte com a Avenida Mosqueta. Atende o bairro Buenavista, situado na demarcação territorial de Cuauhtémoc.
A estação recebeu esse nome por estar situada no bairro Buenavista. O nome Buenavista foi dado ao bairro pois, durante vários séculos, a vista da paisagem do local era considerada magnífica. Os usuários podem fazer conexão com o Metrô da Cidade do México e com o Metrobús, cujas estações situam-se próximas à estação do Trem Suburbano.